# Affton
Affton és una concentració de població designada pel cens dels Estats Units a l'estat de Missouri. Segons el cens del 2000 tenia 20.535 habitants.

## Demografia
Segons el cens del 2000, Affton tenia 20.535 habitants, 8.892 habitatges, i 5.655 famílies. La densitat de població era de 1.731,1 habitants per km².
Dels 8.892 habitatges en un 26,5% hi vivien nens de menys de 18 anys, en un 51,1% hi vivien parelles casades, en un 9,5% dones solteres, i en un 36,4% no eren unitats familiars. En el 31,9% dels habitatges hi vivien persones soles el 14% de les quals corresponia a persones de 65 anys o més que vivien soles. El nombre mitjà de persones vivint en cada habitatge era de 2,31 i el nombre mitjà de persones que vivien en cada família era de 2,93.
Per edats la població es repartia de la següent manera: un 21,9% tenia menys de 18 anys, un 6,9% entre 18 i 24, un 30,3% entre 25 i 44, un 21,4% de 45 a 60 i un 19,5% 65 anys o més.
L'edat mediana era de 40 anys. Per cada 100 dones de 18 o més anys hi havia 85 homes.
La renda mediana per habitatge era de 43.327 $ i la renda mediana per família de 54.881 $. Els homes tenien una renda mediana de 38.141 $ mentre que les dones 28.397 $. La renda per capita de la població era de 22.059 $. Entorn del 2,1% de les famílies i el 3,6% de la població estaven per davall del llindar de pobresa.

## Poblacions més properes
El següent diagrama mostra les poblacions més properes.